# 3.ª División de Infantería (Estados Unidos)
La 3.ª División de Infantería de los Estados Unidos (del inglés: 3rd Infantry Division), apodada Rock on the Marne, por su destacada participación en la segunda batalla del Marne, es una división de infantería del Ejército de los Estados Unidos.
La División ha tomado parte en diversos conflictos bélicos en los que se han visto envueltos los Estados Unidos, empezando por la Primera Guerra Mundial, en la que la 3.ª División de Infantería tuvo participación destacada en la segunda batalla del Marne, para continuar por la Segunda Guerra Mundial, la guerra de Corea, la Guerra del Golfo o la Invasión de Irak de 2003.
Actualmente, la 3.ª División de Infantería de los Estados Unidos forma parte del XVIII Cuerpo Aerotransportado, y su base de operaciones se encuentra en Fort Stewart, Georgia.

## Historial militar
Creada en noviembre de 1917 en vistas a la participación de su país en la Primera Guerra Mundial, la 3.ª División de Infantería conoció su bautismo de fuego el 14 de julio de 1918 a medianoche, durante la segunda batalla del Marne, ganando por su destacada participación el apodo por el que es conocida, así como la divisa de la División permaneceremos allí (del francés: Nous resterons là), con motivo de su encarnizada resistencia al ataque alemán. Dos de los soldados que formaban parte de la unidad obtuvieron en esa batalla la Medalla de Honor, la más alta condecoración militar estadounidense.
La División estuvo igualmente en primera línea del esfuerzo bélico estadounidense durante la Segunda Guerra Mundial, tomando parte en multitud de combates, desde Casablanca (Marruecos) durante la Operación Torch hasta Salzburgo, en (Austria), pasando por Palermo, Anzio, Tome, la batalla de los Vosgos, la bolsa de Colmar, la línea Sigfrido, Núremberg, Múnich o Berchtesgaden, lo que suponía un total de 531 días de combates sostenidos en primera línea. Durante los combates, 36 de los miembros de la División fueron condecorados con la Medalla de Honor. La División recibió la Croix de guerre con motivo de su participación en los combates de la bolsa de Colmar.
La 3.ª División de Infantería combatió también durante la guerra de Corea, donde 11 de sus componentes obtuvieron también la Medalla de Honor, para posteriormente ser enviada a Alemania para colaborar en el dispositivo defensivo de la OTAN en 1958.
A raíz de que Saddam Hussein, el presidente de Irak, invadiese Kuwait en agosto de 1990, la 3.ª División de Infantería destacó a 6000 soldados al Golfo Pérsico para tomar parte en las operaciones militares.
Con motivo de una reforma que pretendía reducir los efectivos del Ejército de los Estados Unidos en diciembre de 1994, las unidades pertenecientes a la 3.ª División de Infantería pasaron a ser la nueva 1.ª División de Infantería, a la vez que las unidades de la 24.ª División de Infantería pasaron a ser la nueva 3.ª División de Infantería, estacionada en Fort Stewart, en Georgia, formando parte del XVIII Cuerpo Aerotransportado.
La División fue nuevamente desplegada en el Golfo Pérsico en enero de 2003, llevando a cabo la ofensiva durante la invasión de Irak de 2003 contra Saddam Hussein desde el 20 de marzo de ese mismo año hasta la caída de la ciudad de Bagdad el 8 de abril. La 3.ª División permaneció destinada en Irak para las eufemísticamente llamadas misiones de estabilización hasta ser relevada por otras unidades en agosto de 2003.
Hoy en día es una de las divisiones movilizadas para preparar el relevo de las unidades estadounidenses que se encuentran actualmente desplegadas en Irak, y la labor prevista es la de encargarse de la capital del país, Bagdad, la ciudad que conquistase en abril de 2003.

## Organización

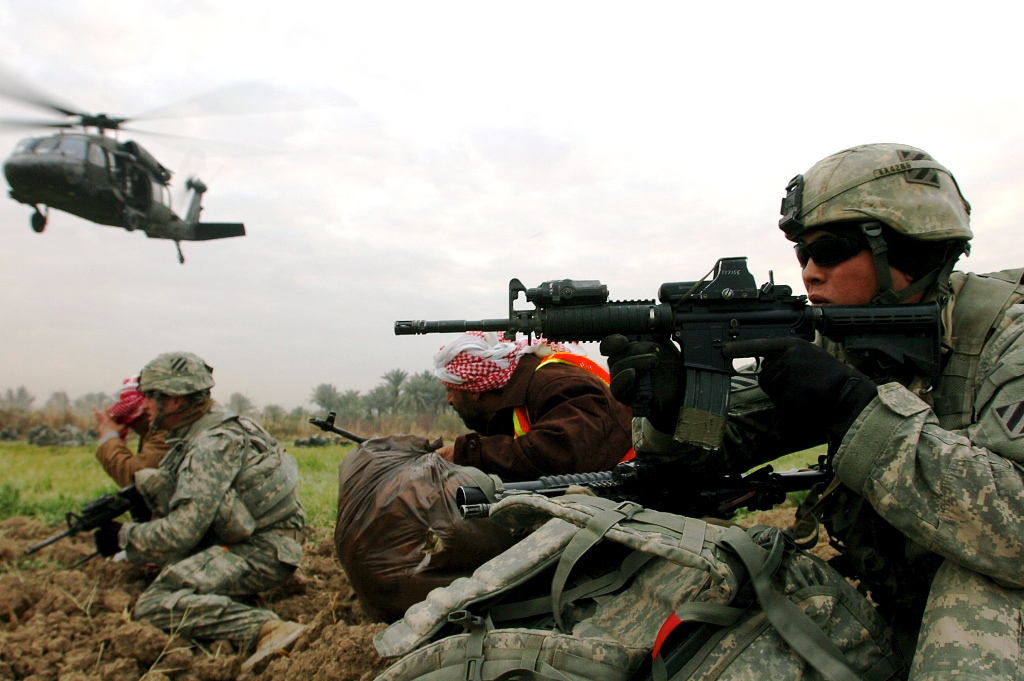
Soldados del 2.º Equipo de Combate de Brigada en Irak.

- 1.er Equipo de Combate de Brigada, Raider
  - 1.ª Brigada, Batallón de Tropas Especiales, Desert Cat
  - 5.º Escuadrón, 7.º Regimiento de Caballería, Warpaint
  - 3.er Batallón, 69.º Regimiento Blindado, Speed & Power
  - 2.º Batallón 7.º Regimiento de Infantería, Cottonbalers
  - 1.er Batallón, 41.º Regimiento de Artillería de Campaña, Glory Guns
- 2.º Equipo de Combate de Brigada, Spartan
  - 2.ª Brigada, Batallón de Tropas Especiales, Titan
  - 3.er Escuadrón, 7.º Regimiento de Caballería, Saber
  - 1.er Batallón, 64.º Regimiento Blindado, Desert Rogue
  - 1.er Batallón, 30.º Regimiento de Infantería, Battleboar
  - 1.er Batallón, 9.º Regimiento de Artillería de Campaña, Battleking
- 3.erEquipo de Combate de Brigada, Sledgehammer
  - 3.ª Brigada, Batallón de Tropas Especiales, Buffalo
  - 3.er Escuadrón, 1.er Regimiento de Caballería, Blackhawk
  - 2.º Batallón, 69.º Regimiento Blindado, Panther
  - 1.er Batallón, 15.º Regimiento de Infantería, Dragon
  - 1.er> Batallón, 10.º Regimiento de Artillería de Campaña, Rock
- 4.º Equipo de Combate de Brigada, Vanguard
  - 4.ª Brigada, Batallón de Tropas Especiales, Sentinel
  - 6.º Escuadrón, 8.º Regimiento de Caballería, Mustang
  - 3.erBatallón, 15.º Regimiento de Infantería, China
  - 1.er Batallón, 7.º Regimiento de Infantería, Baler
  - 1.er Batallón, 76.º Regimiento de Artillería de Campaña, Maintain
- Brigada de Aviación de Combate, Falcon
  - Cuartel General y Cuartel General de la Compañía
  - 1.er Batallón, 3.er Regimiento de Aviación (AH-64D/AH-64DW), Viper
  - 2.º Batallón, 3.er Regimiento de Aviación (UH-60A/UH-60L/CH-47), Knighthawk
  - 3.er Batallón, 3.er Regimiento de Aviación (AH-64D), Tigershark
  - 4.º Batallón, 3.erRegimiento de Aviación (UH-60L), Marne Assault
  - 3.er Escuadrón, 17.º Regimiento de Caballería (OH-58D), Lighthorse

Actual estructura de la 3.ª División de Infantería en 2023